# Patrizio Stronati
Patrizio Stronati (* 17. listopadu 1994) je český fotbalový obránce a reprezentant, v současnosti hráč Puskás Akademia. Jeho největší předností je bojovnost, hlavičkové a obranné souboje. Otec pochází z Itálie, matka je Češka. Narodil se v České republice, poté žil do čtyř let v Itálii a následně se s matkou přestěhoval do Hlučína, kde začal hrát fotbal. Má také italské občanství. Ve fotbale začínal na levé straně obrany, časem přešel na post stopera. Přezdívka "Zio" vznikla z filmu King Kong.

## Klubová kariéra
Je odchovancem FC Hlučín. V dorosteneckém věku odešel do Zbrojovky Brno, kde hrál v týmu U17 a chvíli v U19. Poté se vrátil do Hlučína. Na střídavý start působil i v druholigovém klubu MFK Karviná, ale pravidelně nehrál. V lednu 2013 přestoupil do FC Baník Ostrava. Zájem o něj měl také italský klub Parma FC, který ho zval na testy.

### FC Baník Ostrava
Po přestupu zaujal ostravského trenéra Martina Pulpita, který ho vzal na soustředění A-týmu do tureckého Kemeru. V Gambrinus lize debutoval 15. dubna 2013 v utkání proti domácí Mladé Boleslavi (prohra Ostravy 0:2). Odehrál kompletní zápas. V dalším ligovém kole 20. dubna nastoupil na Bazalech v základní sestavě proti Spartě Praha a podal solidní výkon, i když se nechtěně podílel na jediném gólu Sparty. Baník podlehl pražskému týmu 0:1.
27. září 2014 zařídil vítězným gólem výhru 1:0 nad Bohemians 1905. Byl to jeho první gól v 1. české lize.

### FK Austria Wien
Koncem ledna 2015 se realizoval jeho přestup do rakouského klubu FK Austria Wien, kde hráč podepsal smlouvu do léta 2018 s opcí na prodloužení.

### FK Mladá Boleslav (hostování)
V lednu 2017 se vrátil do České republiky, odešel na roční hostování s opcí na přestup do klubu FK Mladá Boleslav. Hostování vypršelo na konci roku 2017, Stronati se tak vrátil do FK Austria Wien se snahou prosadit se v základní sestavě.

### FK Austria Wien
Po návratu z Mladé Boleslavi působil ještě půl roku v tomto rakouském klubu. Prosadit se trvale v základní sestavě se mu však nepodařilo, klub mu jeho končící smlouvu neprodloužil, a tak se v létě 2018 stal volným hráčem.

### FC Baník Ostrava (návrat)
V červnu 2018 se stal hráčem FC Baníku Ostrava, se kterým podepsal smlouvu na 4 roky.

### Puskás Akadémia FC
V červnu 2021 přestoupil do maďarského klubu Puskás Akadémia FC.

## Reprezentační kariéra
Stronati nastoupil v roce 2013 ke 3 zápasům české reprezentace do 19 let. V české reprezentaci do 20 let debutoval 4. 9. 2014 v přátelském zápase s Nizozemskem (výhra 1:0). V české jedenadvacítce debutoval 27. 3. 2015 v přátelském utkání proti Anglii (porážka 0:1). Trenér Vítězslav Lavička jej v červnu 2017 vzal na Mistrovství Evropy hráčů do 21 let v Polsku. Český tým obsadil se třemi body 4. místo v základní skupině C.

### A-tým
V březnu 2021 byl dodatečně povolán na utkání kvalifikace na MS 2022 proti Belgii a Walesu. Stalo se tak kvůli nevolnosti stopera Václava Jemelky. Stronati však oba zápasy strávil pouze na lavičce náhradníků.
V květnu 2021 byl oznámen jako jedna ze čtyř možností na dodatečnou nominaci na nadcházející EURO, kdyby Ondřej Kúdela neuspěl s odvoláním proti desetizápasovému trestu od UEFA za údajnou rasistickou urážku. Toto volné místo ale nakonec zaplnil Michal Sadílek.